# SSV Ulm 1846
SSV Ulm 1846 är en sportklubb i Ulm, vars fotbollslag spelade i Tysklands högstadivision säsongen 1999/2000. Den 9 mars 2009 blev fotbollssektionen, vars hemmaplan var Donaustadion, självständig, under namnet SSV Ulm 1846 Fußball.